# Jakub Jarosz
Jakub Władysław Jarosz (* 10. Februar 1987 in Nysa) ist ein polnischer Volleyballspieler.

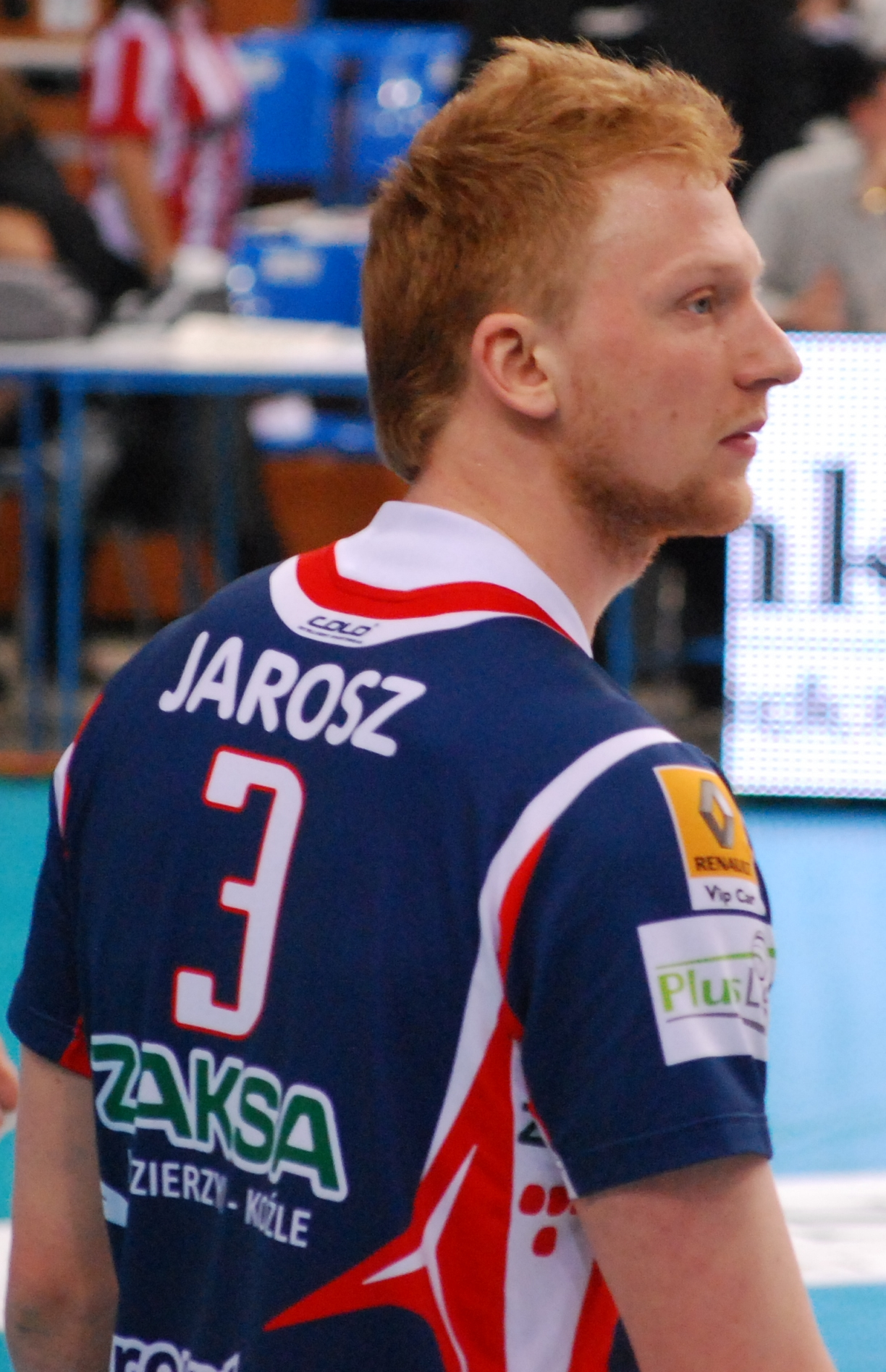
Februar 2010 bei Zaksa

## Karriere
Jakub Jarosz ist der Sohn des dreifachen Vize-Europameisters Maciej Jarosz, der mit Polen 1980 in Moskau Vierter wurde. Er begann seine eigene Karriere 2001 bei Gwardia Wrocław. Zwei Jahre später wechselte er zu AZS Częstochowa. Mit den polnischen Junioren wurde der Universalspieler 2005 Europameister. Von 2006 bis 2008 spielte er für Zaksa Kędzierzyn-Koźle, ehe er für eine Saison zu Skra Bełchatów ging. Mit Bełchatów gelang ihm 2009 das Double aus Meisterschaft und Pokalsieg. Im gleichen Jahr debütierte er in der A-Nationalmannschaft, mit der er die Europameisterschaft 2009 gewann. Anschließend kehrte er zurück zu Zaksa. 2011 erreichte der Verein in der nationalen Meisterschaft und im CEV-Pokal jeweils das Endspiel. Mit Polen wurde Jarosz jeweils Dritter in der Weltliga und bei der Europameisterschaft und Zweiter im World Cup. Danach verließ er die polnische Liga und ging nach Italien zu Andreoli Latina. 2012 gewann er mit der Nationalmannschaft die Weltliga und spielte beim olympischen Turnier in London.